# Текучесть кадров
Текучесть кадров — в управлении персоналом показатель скорости, с которой компания теряет своих сотрудников. Показатель также называют «индексом крутящихся дверей». Высокий коэффициент текучести кадров может быть вреден для деятельности компании, если высококвалифицированные рабочие часто увольняются, и появляется много новых кадров. Высокий уровень текучести сигнализирует об угрозе стабильности и целостности организации и связан для неё со значительными затратами.

## Виды текучести кадров
- Физическая текучесть кадров охватывает тех работников, которые в силу разных причин увольняются и покидают организацию.
- Скрытая (психологическая) текучесть кадров возникает у тех сотрудников, которые внешне не покидают организацию, но фактически уходят из неё, выключаются из организационной деятельности[1].
- Внутриорганизационная — связанная с трудовыми перемещениями внутри организации, и внешняя — между организациями, отраслями и сферами экономики.
- Естественная текучесть (3-5% в год) способствует своевременному обновлению коллектива и не требует особых мер со стороны руководства и кадровой службы. Излишняя текучесть вызывает значительные экономические потери, а также создает организационные, кадровые, технологические, психологические трудности.

## Измерение и анализ текучести персонала
Измерение текучести кадров проводят почти все крупные организации. Компании обращают внимание на:
- Общий уровень текучести и её сравнение с текучестью в других компаниях на рынке (бенчмаркинг);
- Динамику коэффициента текучести во времени;
- Изменение структуры причин текучести;
- Изменение текучести различных категорий персонала.

Для получения бенчмарков или норм текучести по рынку/отрасли компании участвуют в специально организованных исследованиях (в России – Saratoga benchmarking от PwC, Human Capital Index от TalentCode).
Многие[кто?] ошибочно полагают, что чем ниже текучесть, тем лучше. Это не совсем так. Экстремально низкие показатели текучести говорят о том, что кадровый состав организации мало обновляется и из неё не уходят даже неэффективные сотрудники.
Компании часто отдельно измеряют текучесть по инициативе работника и текучесть по инициативе работодателя, а также текучесть новых сотрудников: в течение первых 3-х месяцев или в течение первого года работы.

## Факторы, влияющие на текучесть кадров
- Материальные (неконкурентоспособные ставки оплаты, несправедливая структура оплаты, нестабильные заработки);
- Организационные (график, режим, условия работы не соответствующие ожиданиям сотрудника, отсутствие возможности карьерного роста, повышения квалификации);
- Межличностные (взаимоотношения с руководством и коллегами).
- Возраст сотрудника (наиболее рискованный возраст перехода на другую работу до 25 лет);
- Квалификация сотрудника (чем ниже квалификация, тем чаще меняют работу);
- Место жительства сотрудника (чем дальше сотрудник живет от работы, тем больше риск его ухода);
- Стаж работы на предприятии (после трех лет стажа происходит резкое снижение текучести, что объясняется как фактором возраста, так и проблемами адаптации).

## Методы управления и минимизации текучести персонала
- Выявление причин увольнения каждого работника и ведение статистики этих причин;
- Ведение статистики увольнений;
- Разработка программ ротации персонала (как горизонтальной, так и вертикальной);
- Разработка системы отбора и адаптации персонала, системы наставничества;
- Определение имиджа компании на рынке труда и при необходимости его формирование;
- Создание временных групп сотрудников для работы над проектами;
- Использование некоторых работников как внутренних консультантов в различных частях компании;
- Проведение системы оценки сотрудников и формирование кадрового резерва;
- Отслеживание карьеры ушедших сотрудников и их котировки на рынке труда;
- Организация работы менеджера по персоналу, привлечение консультантов по кадрам, проведение анализа текучести кадров.

Для удержания ценных сотрудников, находящихся на разных ступенях корпоративной иерархии, используются разные методы. Один пакет льгот формируется для рабочих и сотрудников, другой — для руководителей среднего звена, третий для топ-менеджмента. Так, для рабочих и сотрудников в такой пакет, в частности, могут входить: оплата проезда до работы на общественном транспорте, бесплатные обеды, медицинская страховка, страхование жизни и здоровья, оплата обучения для повышения квалификации, средства выделяемые молодым специалистам(подъемные), ссуды и кредиты на выгодных условиях для молодых специалистов состоящих в браке на приобретение жилья.  Пакет менеджеров может включать возможность работать по гибкому графику,  ссуду и кредит на приобретение жилья и т. п. Топ-менеджерам могут быть предложены такие долгосрочные программы вознаграждения, как опционные планы и акции.
Для определения набора и величины предоставляемых льгот целесообразно регулярно проводить исследование потребностей сотрудников, и в зависимости от результата вносить изменения в перечень предоставляемых льгот.